# 夏物語 (彩冷えるの曲)
「夏物語」（なつものがたり）は、2009年8月にリリースされた彩冷える -ayabie-の通算17枚目のシングルである。発売元は徳間ジャパンコミュニケーションズ。

## 解説
初めてオリコンチャートでトップ10入りを果たした。
初めての4タイプでの発売。初回生産限定盤Aは夏物語 Music Clipの<Original Version>とMaking of 夏物語 Music Clipの<Original Version>を収録したDVD付き。初回生産限定盤Bは夏物語 Music Clipの<Ayabie Produce Version>とMaking of 夏物語 Music Clipの<Ayabie Produce Version>を収録したDVD付き。通常盤Aは豪華40Pの写真集付き。

## 収録曲

### 初回生産限定盤
1. 夏物語
2. ゆびきり
3. 夏物語 (Instrumental)
4. ゆびきり (Instrumental)

### 通常盤
1. 夏物語
2. ゆびきり
3. オリオン (Aのみ)
secret room (Bのみ)